# Spencer, Iowa
Spencer là một thành phố thuộc quận Clay, bang Iowa, Hoa Kỳ. Năm 2010, dân số của thành phố này là 11233 người.

## Dân số
Dân số qua các năm:
- Năm 2000: 11317 người.
- Năm 2010: 11233 người.